# Christian Ressler
Christian Ressler (* 13. Juli 1991) ist ein österreichischer Fußballspieler, der zeitweise auch als Futsalspieler in Erscheinung tritt.

## Sportliche Laufbahn
Ressler begann seine Karriere 1997 beim USV Scheiblingkirchen-Warth in Niederösterreich. 2008/09 wurde er Meister der Gebietsliga in Niederösterreich und stieg mit den Scheiblingkirchenern in die fünfthöchste Spielklasse der 2. Landesliga Ost auf. Danach blieb er vier Jahre in der 2. Landesliga Ost und wechselte nach guten Leistungen 2012 zu den Amateuren des Bundesligavereins SV Mattersburg.
Dort gab er sein Debüt in der Regionalliga Ost (dritthöchste Spielklasse) am 3. August 2012 gegen den Wiener Sportklub. Er spielte durch und erzielte prompt einen Doppelpack beim 4:3-Erfolg für seinen neuen Verein. Nachdem er in beinahe jedem Spiel der Amateure ein Tor erzielt hatte, wurde er von Trainer Franz Lederer in die erste Mannschaft geholt. Sein Debüt in der höchsten österreichischen Spielklasse gab Ressler am 29. September 2012 gegen den SC Wiener Neustadt. Der Stürmer wurde in der 76. Minute für den Mazedonier Ilco Naumoski eingewechselt. Das Spiel in Wiener Neustadt endete torlos 0:0.
Seit Juli 2016 spielt Ressler wieder beim USV Scheiblingkirchen-Warth. 2017 wurde er mit dem USV Meister in der 2. Landesliga Ost, 2018 gewann er den Niederösterreichischen Fußballcup und in der Saison 2021/22 wurde er Meister in der Niederösterreichischen Landesliga.
Parallel zu seiner Fußballlaufbahn spielte Ressler unter anderem einige Zeit Futsal bei Dynamo Triestingtal in der 2. ÖFB Futsal Liga.